# 島 (小説)
『島』（しま、原題 Island）は、オルダス・ハクスリーが1962年に発表した、生涯最後の小説である。ひねくれたジャーナリストのウィル・ファーナビーが、パラという架空の島に漂着する物語である。『島』は、ハクスリーによるユートピアを描いており、『すばらしい新世界』（ジョージ・オーウェルの『1984』とひとくくりにされる）と対比される有名な作品である。『島』の着想は、『すばらしい新世界』の1946年新版の序文に書かれている。

## あらすじ
気絶したウィル・ファーナビーが意識を取り戻すところから描かれ、その描写は意識の流れの手法が用いられている。ファーナビーは、石油王アルデハイドの密命で、禁断の島パラへ密入国しようとしていたが、船は難破し九死に一生を得て、パラに漂着する。意識が回復する過程で最初に聞こえてきたのは、「気づきなさい」「いま、ここで、だぞ」「カルナ（慈悲）」という鳥のなきごえであった。
この島は、西洋文明と東洋文明とが接するインド洋上にあり、2つの文化が生かされていた。

## 主題
『島』は多くのテーマやアイデアを検討しており、それは第二次世界大戦後の数十年にわたりハクスリーの関心であったし、彼による多くのノンフィクション書籍や随筆の対象となった。そうした作品には『すばらしい新世界』、『アドニスとアルファベット』、『知覚の扉』、『永遠の哲学』も含まれる。これらのテーマやアイデアには、過剰人口、エコロジー、近代化、民主主義、エンセオジェン（幻覚剤の神聖さを込めた呼称）、体格の類型論がある。
『すばらしい新世界』と『島』の背景には共通したテーマが登場するが、前者では病んだものとして、後者では健全なものとして描かれている。
| 島                                                        | すばらしい新世界                               |
| --------------------------------------------------------- | ---------------------------------------------- |
| 悟りのための薬物                                          | 平和のための自己投薬                           |
| 両親の神経症に晒されないようにと集団生活 (相互養育クラブ) | 個性除去のための集団生活                       |
| 超学習のためのトランス状態                                | 洗脳のためのトランス状態                       |
| 人工授精                                                  | 試験管ベビー                                   |
| 豊かなセックス、愛のヨガ                                  | 強制避妊、娯楽的で乱れたセックスを社会的に奨励 |
| 霊的成長のための仏教寺院                                  | 暴力的な激情を代理する                         |
| マイナと呼ばれる鳥たちが感化のための標語を発声する        | 偏在的に機械的な声がする                       |
本作は、幻覚剤によるサイケデリック体験の意義について、理解、愛を通じて、よりよい世界をもたらしうることを語っており、ハクスリーはこれらの薬物が敬意をもって用いられるべきことを強調していたが、またそれも人々の善意を強化するための手段のひとつでしかない。本作では乱用の形ではなく、年に一度「モクシャ」（解脱の意味）として、監督のもと与えられた。本作では、子供が5年生になると、知識は公的で、理解は私的だと教えられるが、これはハクスリーが『知識と理解』でも書いていた。

## 東洋の宗教への言及
- シヴァの踊り
- ムチャリンダの伝説
- 仏陀の拈華微笑

## 逸話
ハクスリーは5年かけて本作を書きあげた。
1961年5月12日、ハクスリーは本作の最終章を書いていたが、隣の友人宅が火事になり、自らの家も危険にさらされると、ハクスリーは真っ先に完成間近の『島』の原稿を持ち出した。それはその家に5年前に引っ越してきてから着手したものであった。『タイム』誌は、炎がハリウッド・ヒルズの豪邸24軒をむさぼり食ったと報じた。ハクスリーとその妻は丘を降り、ホテルに向かい、そこで3、4日後には最終章の仕上げを再開した。6月15日、作品を完成したハクスリーはロンドンへと発った。
本作出版の翌年、ハクスリーは死亡している。ハクスリーは本作がフィクションだと受け取られていたことに愕然としており、つまりそれは空想ではなく、どこかで試みられ、そしてハクスリー自身も実践してきたことであったため、病に伏し死期に際したハクスリーはLSDというモクシャ薬を飲み、彼が息を引き取るまで祝福と愛に満ちた表情の中、完全な平和が訪れていた。

## 日本語訳書
- オールダス・ハクスレー 著、片桐ユズル 訳『島』人文書院、1980年。ISBN 4-409-13012-9。 Island, 1962年

## 関連文献
- Lush, Velma. “The Influences of Eastern Philosophies in Aldous Huxley's Island”. Huxley.net. 2015年6月27日閲覧。